# Haplorchis yokogawai
Haplorchis yokogawai är en plattmaskart. Haplorchis yokogawai ingår i släktet Haplorchis och familjen Heterophyidae. Inga underarter finns listade i Catalogue of Life.